# Ignacy Kalaga
Ignacy Kalaga pseud. Marcinkowski, Sewer (ur. 13 czerwca 1893 w Wańczykowie w powiecie będzińskim, zm. 14 kwietnia 1943 w KL Auschwitz) – działacz komunistyczny, poseł na sejm w II RP, członek KC KPP (1930-32).

## Życiorys
Syn górnika Leopolda i Franciszki z d. Malicha. Po ukończeniu dwuletniej szkoły powszechnej w Dąbrowie Górniczej terminował w kotlarstwie w Sosnowcu, a 1919 został czeladnikiem i pracownikiem huty "Katarzyna". W 1909 wstąpił do SDKPiL, a w 1918 do KPP. Członek Czerwonej Gwardii i współorganizator rad delegatów robotniczych w Zagłębiu Dąbrowskim. W 1926 zorganizował klasowy związek zawodowy i zainicjował strajk o podwyżkę płac. Od 1927 do 1938 zawodowy funkcjonariusz KPP. Początkowo zwolennik "większości", później poparł linię Juliana Leszczyńskiego-Leńskiego. Sekretarz Komitetu Dzielnicowego (KD) KPP w Sosnowcu i członek Komitetu Okręgowego (KO) KPP w Zagłębiu Dąbrowskim. W 1929 kandydował do rady miejskiej w Dąbrowie Górniczej. Wiosną 1930 był uczestnikiem trzydniowej konferencji KPP w Zagłębiu, a w sierpniu 1930, jako członek Egzekutywy KO KPP Zagłębia Dąbrowskiego, wziął udział w V Zjeździe KPP, na którym został wybrany na członka Komitetu Centralnego (KC) KPP. Za działalność komunistyczną wielokrotnie aresztowany, a w latach 1938-1939 osadzony w Miejscu Odosobnienia w Berezie Kartuskiej. W 1935 na krótko zajął miejsce pozbawionego mandatu, komunistycznego posła Wacława Rożka; wygłosił jedno przemówienie. W tym samym roku organizował ruch związkowy górników, a w 1936 prowadził akcję agitacyjno-propagandową. W październiku 1939 próbował bez skutku założyć wraz z innymi komunistami organizację "Współpraca z ZSRR". Pod koniec 1940 utworzył organizację, która później weszła w skład Stowarzyszenia Przyjaciół ZSRR jako jej zagłębiowska filia. Był członkiem jej KO. 26 czerwca 1941 został aresztowany przez Niemców i do 25 sierpnia 1941 więziony. Na początku 1942 wstąpił do PPR i został członkiem KO PPR w Zagłębiu Dąbrowskim. 12 lutego 1943 został ponownie aresztowany i wywieziony do Auschwitzu, gdzie zginął.
W okresie PRL-u jego imieniem nazwano ulicę i szkołę w Sosnowcu.